# Amrock
Het kippenras Amrock komt oorspronkelijk uit de Verenigde Staten. De Amrock is uit dezelfde stamlijn gefokt als de Plymouth Rock. Waar de Plymouth Rock al vrij snel werd doorgefokt als showras, bleef de Amrock een nutras. Tot in de jaren 1950 bleef het ras populair als dubbeldoelras.

## Uiterlijk
De vorm van de Amrock wordt weleens aangeduid als 'klokmodel'. De rug van de Amrock is middellang en gaat holrond over in de staart. De staart is breed aan de basis en wordt gespreid en middelhoog gedragen. De borst is breed en rond van vorm. De kop van de Amrock heeft een enkele kam en rode oorlellen, de oogkleur is oranjerood. Het ras heeft middelhoge en onbevederde gele benen. De Amrock bestaat alleen in de kleurslag gestreept (koekoek).

## Eigenschappen
Amrocks zijn grote kippen van ongeveer 3,5 kilo. Het zijn rustige kippen die vrij makkelijk tam te maken zijn. Door de rustige aard zijn ze niet snel geneigd te vliegen. De hennen leggen middelgrote bruine eieren. Een bijzondere eigenschap van dit ras is dat de kuikens autoseksend (scheikuikenras / 'autosexing breeds') zijn. Dit komt door een aangeboren genetisch verschil tussen de hanen en hennen. Donkere kuikens zijn vrijwel altijd hennen, als de zwarte strepen op de ontwikkelde vleugelpennen tweemaal zo breed zijn dan de lichtere streep is het geslacht vrouwelijk.

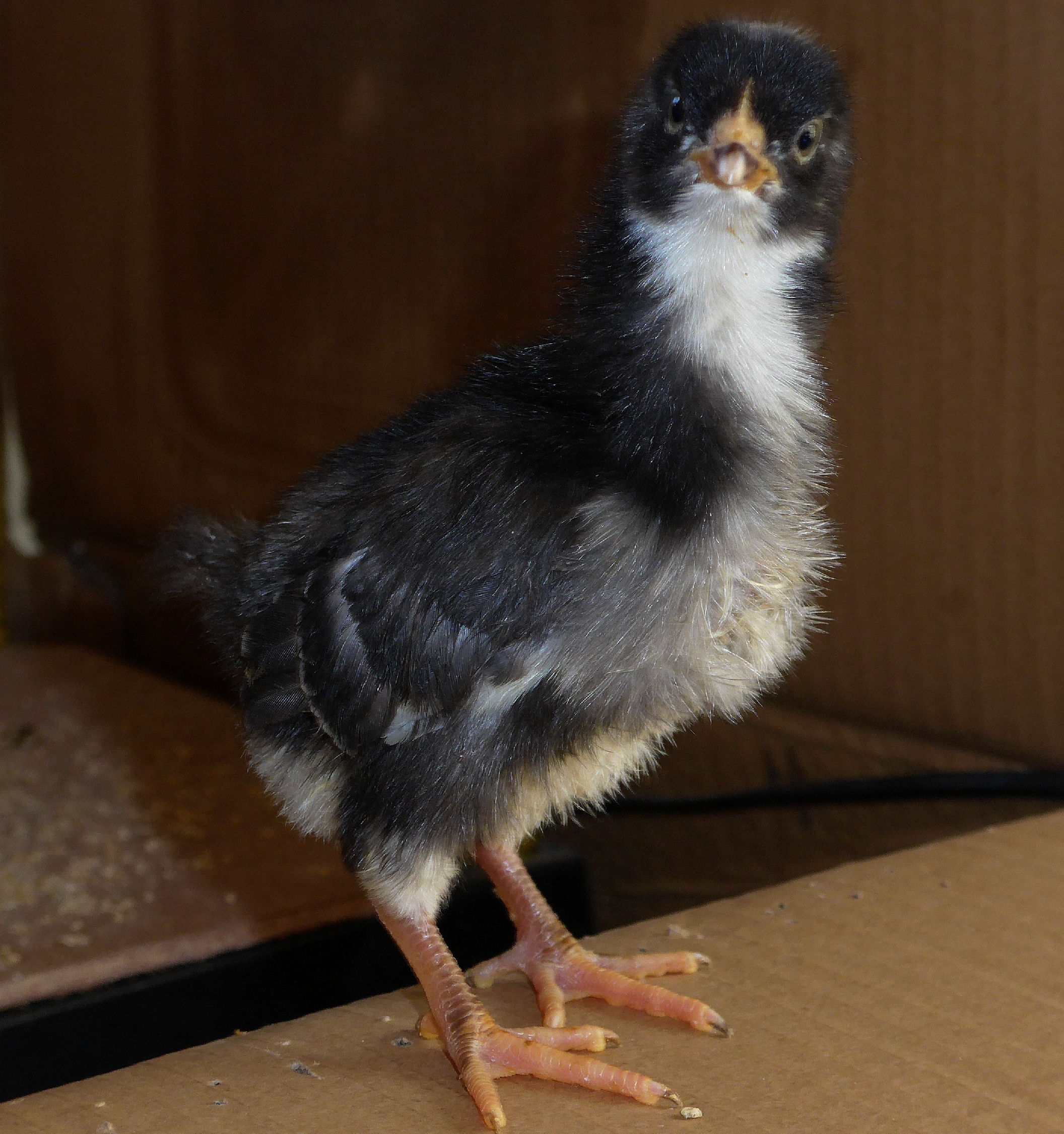
Amrock, kuiken, hen, 8 dagen
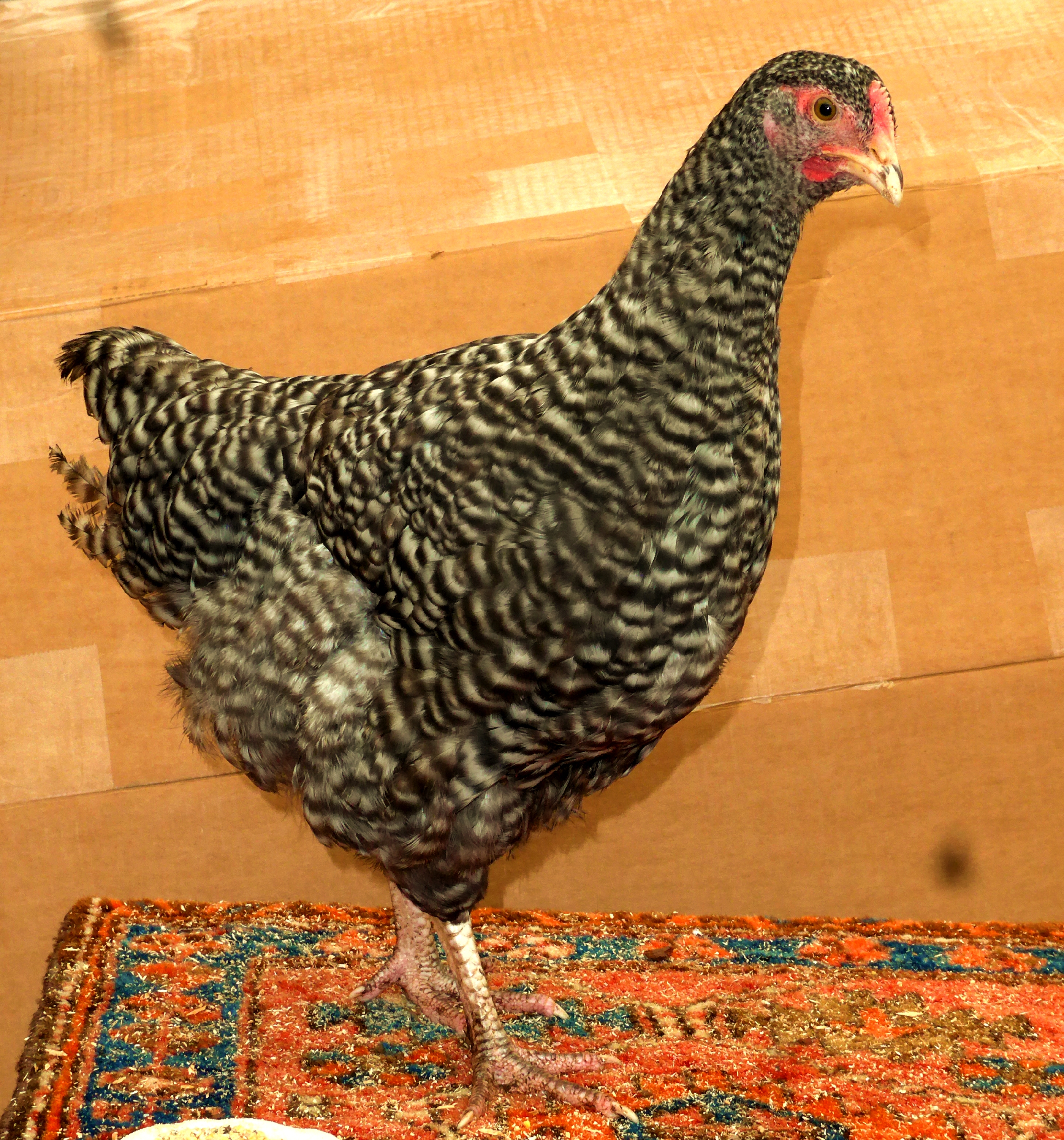
Amrock, hen, 3 maanden